# Consorti dei Duchi d'Aosta
Nel 1701 ci fu la prima creazione del titolo di "Duca d'Aosta", ricevuto da Carlo Emanuele III di Savoia, l'allora erede del Ducato di Savoia. Successivamente il titolo fu attribuito generalmente al Principe ereditario, fino a quando Vittorio Emanuele II conferì il titolo al secondogenito Amedeo di Savoia, con il quale iniziò il ramo sabaudo Savoia-Aosta, tuttora esistente.

## Duchessa d'Aosta
| Immagine                              | Nome                                    | Padre                                     | Nascita          | Matrimonio        | Diventò duchessa  | Cessò di essere duchessa | Morte           | Consorte           |
| ------------------------------------- | --------------------------------------- | ----------------------------------------- | ---------------- | ----------------- | ----------------- | ------------------------ | --------------- | ------------------ |
|                                       | Anna Cristina di Sulzbach               | Teodoro Eustachio del Palatinato-Sulzbach | 5 febbraio 1704  | 15 marzo 1722     | 15 marzo 1722     | 12 marzo 1723            | 12 marzo 1723   | Carlo Emanuele     |
|                                       | Maria Teresa d'Austria-Este             | Ferdinando d'Austria-Este                 | 1 novembre 1773  | 21 aprile 1789    | 21 aprile 1789    | 4 giugno 1802            | 29 marzo 1832   | Vittorio Emanuele  |
| Fotografia di Rosa di Torino          | Maria Vittoria dal Pozzo della Cisterna | Carlo Emanuele dal Pozzo della Cisterna   | 9 agosto 1847    | 30 maggio 1863    | 30 maggio 1863    | 8 novembre 1876          | 8 novembre 1876 | Amedeo I           |
| Fotografia di Maria Letizia Bonaparte | Maria Letizia Bonaparte                 | Napoleone Giuseppe Carlo Paolo Bonaparte  | 20 novembre 1866 | 11 settembre 1888 | 11 settembre 1888 | 18 gennaio 1890          | 25 ottobre 1926 | Amedeo I           |
| Fotografia di Elena di Orléans        | Elena d'Orléans                         | Filippo d'Orléans                         | 13 giugno 1871   | 25 giugno 1895    | 25 giugno 1895    | 4 luglio 1931            | 21 gennaio 1951 | Emanuele Filiberto |
| Fotografia di Anna di Orléans         | Anna d'Orléans                          | Giovanni d'Orléans                        | 5 agosto 1906    | 5 novembre 1927   | 4 luglio 1931     | 3 marzo 1942             | 19 marzo 1986   | Amedeo II          |
| Fotografia di Irene di Grecia         | Irene di Grecia                         | Costantino I di Grecia                    | 13 febbraio 1904 | 1 luglio 1939     | 3 marzo 1942      | 29 gennaio 1948          | 15 aprile 1974  | Aimone I           |
| Fotografia di Claudia di Orléans      | Claudia d'Orléans                       | Enrico d'Orléans                          | 11 dicembre 1943 | 22 luglio 1964    | 22 luglio 1964    | 8 gennaio 1987           |                 | Amedeo III         |
|                                       | Silvia Paternò di Spedalotto            | Vincenzo Paternò di Spedalotto            | 31 dicembre 1953 | 30 marzo 1987     | 30 marzo 1987     | 7 luglio 2006            |                 | Amedeo III         |
|                                       | Olga di Grecia                          | Michele di Grecia                         | 17 novembre 1971 | 16 settembre 2008 | 16 settembre 2008 | 1 giugno 2021            |                 | Aimone II          |